# I Can't Stand the Rain
I Can't Stand the Rain es el cuarto álbum de estudio de la cantante estadounidense Ann Peebles. Fue publicado en marzo de 1974 a través de Hi Records.

## Recepción de la crítica
Un escritor no especificado de la revista Cash Box indicó que “su canto es excepcional y demuestra su increíble rango vocal a lo largo del LP”, y “la distintiva producción de Willie Mitchell realza aún más el talento de Ann enormemente”. Un escritor no especificado de la revista Billboard comentó: “Desde la tensa y fantasmal introducción hasta el espectacular corte del título, este conjunto mantiene una tensión extraordinaria entre la voz ágil y ahumada de la Sra. Peebles y la producción estrictamente contenida de Willie Mitchell”.

## Rendimiento comercial
Billboard informó en la semana que finalizó el 9 de marzo de 1974 que I Can't Stand the Rain fue una selección en radio FM con emisión en KNAC-FM, una de las principales estaciones del país. La semana siguiente, el álbum fue una selección de acción en radio FM en otra estación líder, WPRB-FM.

## Créditos y personal
Créditos adaptados desde las notas de álbum de I Can't Stand the Rain.
Músicos
- Ann Peebles – voz principal y coros
- Rhodes, Chalmers and Rhodes – coros
- Howard Grimes – batería
- Leroy Hodges – bajo eléctrico
- Charles Hodges – órgano, piano
- Tennie Hodges – guitarra
- Archie Turner – piano
- Wayne Jackson – trompeta
- Andrew Love – saxofón tenor
- Ed Logan – saxofón tenor
- James Mitchell – saxofón barítono
- Jack Hale – trombón
- The Memphis Strings – cuerdas

Personal técnico
- Willie Mitchell – productor, ingeniero de audio
- James Mitchell – arreglos
- Howard Craft – masterización
- Frank Moscati – fotografía

## Posicionamiento
| Gráfica (1974)                            | Pico de posición |
| ----------------------------------------- | ---------------- |
| Estados Unidos (Billboard Top LPs & Tape) | 155              |
| Estados Unidos (Billboard Soul LPs)       | 25               |